# Dosu Luncii
Dosu Luncii – wieś w Rumunii, w okręgu Alba, w gminie Vidra. W 2011 roku liczyła 20 mieszkańców.